# Rochers Liancourt
Pour l’article homonyme, voir Liancourt.
« Dokdo » et « Takeshima » redirigent ici. Pour les autres significations, voir Dokdo (homonymie) et Takeshima (homonymie).
Les rochers Liancourt, également appelés Dokdo (독도/獨島) en coréen ou Takeshima (竹島) en japonais, sont un petit groupe d'îlots situé en mer de l'Est, contrôlés de facto par la Corée du Sud mais revendiqués par le Japon. Faisant l'objet d'un contentieux non résolu entre les deux pays, ils sont aujourd'hui rattachés par l'administration de la Corée du Sud à l'île d'Ulleung, distante de 87 km, dans le comté d'Ulleung de la province du Gyeongsang du Nord, et par le Japon au bourg d'Okinoshima (île Dōgo), dans l'archipel Oki, distant de 157 km, au sein du district d'Oki de la préfecture de Shimane.

## Toponymie
Le nom occidental de « rochers Liancourt » fait référence au baleinier français Le Liancourt qui, parti du Havre, « découvrit » l'archipel le 27 janvier 1849. Le nom français a servi de modèle aux noms anglais Liancourt Rocks, espagnol rocas de Liancourt, italien rocce di Liancourt, néerlandais Rotsen van Liancourt, portugais rochas de Liancourt… Son usage perdure, sans doute notamment pour éviter de paraître prendre parti entre les deux pays. La Commission nationale de toponymie le recommande, conformément à ses principes de traitement de la toponymie étrangère.
Selon la CNT, la forme « rochers du Liancourt » est la plus conforme à l’origine de ce nom. Cependant, on rencontre plus fréquemment une variante sans préposition « rochers Liancourt ». Elle s’explique par un glissement de la référence, du baleinier à son propre éponyme : le philanthrope François Alexandre Frédéric de La Rochefoucauld, duc de Liancourt (1747 – 1827). La Commission nationale de toponymie déconseille l'emploi de la forme « rochers de Liancourt », car elle correspondrait grammaticalement à une référence directe, très improbable, à l’actuel chef-lieu de canton de l’Oise dont le philanthrope portait le nom.
Le nom coréen Dokdo s'écrit 독도 en hangul. En hanja il s'écrit 獨島, ce qui signifie « île solitaire ». Il est parfois transcrit « Tokto ».
Le nom japonais Takeshima s'écrit en kanji 竹島, ce qui signifie « île » (島, shima) aux bambous (竹, take).
Avant la fin de la période Edo, les Rochers Liancourt était appelés Matsushima et Ulleungdo Takeshima. Jusqu’en 1876, des mentions de Takeshima (actuel Ulleungdo) et de Matsushima (actuel Takeshima) peuvent être vues sur la carte de communes des îles de la province d’Oki. Entre 1876 et 1905 (de la fin de la période Edo jusqu'au milieu de la période Meiji), il y eut une confusion dans le nom de l'île en raison de l'afflux de cartes occidentales, ainsi l’île Ulleungdo est devenu Matsushima, les Rochers Liancourt sans nom officiel. Les Japonais appelaient ces rochers Ryanko-tô ou Ranko-tô. En 1905, lorsque le gouvernement a officiellement intégré ces rochers dans l’administration de la préfecture de Shimane, il a enregistré les rochers Liancourt au nom de Takeshima, basé sur le fait qu’il existait toujours dans ce secteur de la mer du Japon deux îles nommées Matsushima et Takeshima.

## Géographie
Les rochers Liancourt sont principalement constitués de deux îlots rocheux et escarpés, distant de 150 mètres (Seodo et Dongdo en coréen, Nishi-jima et Higashi-jima en japonais, signifiant dans les deux langues « île occidentale » et « île orientale »). L'îlot occidental est le plus grand des deux. Ils sont entourés d'environ 90 îlots ou récifs, des rochers volcaniques datant du Cénozoïque. 37 de ces îlots sont considérés comme des terres permanentes.[réf. nécessaire]

Carte des rochers Liancourt

La superficie totale est d'environ 187 450 m2 avec une hauteur maximale de 169 mètres sur l'îlot occidental. Ce dernier mesure environ 88 640 m2 pour seulement 73 300 m2 pour l'îlot oriental. Les rochers Liancourt sont situés par 37° 14′ 00″ N, 131° 52′ 00″ E. Ils se trouvent à 217 km de la Corée continentale et 212 km de l'archipel principal du Japon. Mais le territoire coréen le plus proche, l'île Ulleung-do, n'est situé qu'à 87 km (visible par temps clair) tandis que le territoire japonais le plus proche, les îles Oki, se trouve à 157 km.
L'îlot occidental consiste en un pic unique et présente de nombreuses cavités le long de sa côte. L'îlot oriental possède des falaises de dix à vingt mètres de haut. Il existe deux grandes grottes s'ouvrant sur la mer ainsi qu'un cratère. La végétation est presque inexistante.
Du fait de leur position, éloignée de toute côte, et de leur petite taille, les rochers Liancourt connaissent parfois de rudes conditions météorologiques. Le temps changeant rapidement dans la zone rend les accès difficiles et aléatoires. Souvent les navires ne peuvent accoster à cause de forts vents de nord-ouest en hiver. Sinon, le climat est chaud et humide, fortement influencé par les courants océaniques chauds de la zone. Les précipitations sont élevées tout au long de l'année (moyenne annuelle de 1 324 mm), avec de rares chutes de neige. Le brouillard est fréquent. L'été, les vents du sud dominent. Les eaux alentour ont une température de 10 degrés Celsius au printemps, quand l'eau est la plus froide, et d'environ 25 degrés Celsius en août.[réf. nécessaire]
Les rochers Liancourt étaient inhabités à l'exception d'une petite garnison de garde-côtes sud-coréens estimée à une trentaine d'hommes et de gardiens de phare. Mais en 2006, un couple de civils coréens, un pêcheur et son épouse, largement aidé et subventionné par le ministère coréen des Affaires maritimes, est venu s'installer sur l'île occidentale.
Au sommet de l'île occidentale se trouve un phare, un sémaphore avec radar et diverses antennes radios, les logements de la troupe et une plateforme pour hélicoptères. L'ensemble est protégé par quelques batteries militaires. Les Coréens ont construit un quai entre cette île et des rochers avoisinant, à l'entrée du passage séparant les deux îles principales, et permettant d'accueillir de petits navires par temps calme.

## Revendications et histoire
Les rochers Liancourt ont été la cible de bombardements d’entraînement de l'armée américaine qui ont causé la mort de 30 pêcheurs le 8 juin 1948[réf. nécessaire].

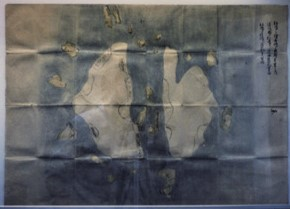
La plus ancienne carte représentant les rochers Liancourt (1656, Yonago, Préfecture de Tottori).

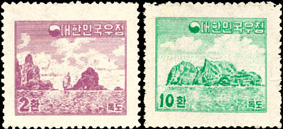
Timbres sud-coréens de 1954 représentant les îles Dokdo.

En 1951, selon l'article 2 du traité de San Francisco signé avec le Japon, ce dernier reconnaît et renonce à tous les droits, titres et revendications sur la Corée. Cette renonciation inclut Quelpart (Jeju-do), l'île Dagelet (Ulleungdo) et Port Hamilton (Geomundo). La Corée demande à plusieurs reprises aux États-Unis que les rochers Liancourt soient inclus dans les territoires que le Japon doit céder mais les États-Unis considèrent les rochers Liancourt comme une partie du territoire japonais et rejettent la revendication sud-coréenne : « En ce qui concerne l'île de Dokdo, aussi connue sous le nom de Takeshima ou rochers Liancourt, cette formation rocheuse généralement inhabitée n'a selon nos informations jamais été administrée par la Corée et, depuis 1905, est sous la juridiction des îles Oki de la préfecture de Shimane du Japon. L'île apparaît n'avoir jamais été réclamée par la Corée », confirmé par le sous-secrétaire d'État des États-Unis Dean Rusk.
Malgré ces échanges officiels entre les États-Unis et la Corée du Sud, cette dernière prétend que le Traité de paix n'exclue pas Dokdo comme territoire coréenne.
Peu avant la fin de la guerre de Corée, le président sud-coréen Rhee proclame le 18 janvier 1952 la souveraineté de son pays sur une partie de la mer du Japon comprenant les Rochers : la ligne Syngman Rhee. Cette ligne fut tracée unilatéralement par la Corée du Sud et en complète violation du droit international. En 1954, la Corée du Sud prend de manière unilatérale le contrôle des îles en y installant un contingent permanent de garde-côtes,.
Les États-Unis, d'après le rapport de l'ambassadeur Van Fleet de septembre 1954, à la suite de la mission gouvernementale sur l'Extrème Orient d'avril à juillet 1954, prennent position en indiquant que les rochers Liancourt font partie du territoire japonais, mais que le différend pourrait être porté devant la Cour internationale de Justice. Cette suggestion a même été transmise de manière informelle à la République de Corée.
Le Japon a proposé à la Corée du Sud de soumettre la question des rochers Liancourt à la Cour internationale de justice en 1954, 1962 et 2012. La Corée du Sud le refuse en considérant que le pays jouit de sa souveraineté pleine et entière sur les Rochers, et ne saurait être mise en demeure de justifier ce droit devant la Cour internationale de justice. La Corée du Sud associe ce problème à l'impérialisme du Japon qui s'est achevée par annexion de 1910.
Entre 1952 et 1965, la Corée du Sud chassait les bateaux de pêche japonais qui entrait dans le territoire, en confisquant ces bateaux et détenant les pêcheurs japonais en prison dans de mauvaises conditions (327 bateaux confisqués, 3911 détenus dont 8 morts jusqu'en 1965). Le 27 avril 1960, Douglas MacArthur II, l'ambassadeur des États-Unis au Japon, a envoyé un télégramme confidentiel au département d'État américain après le débarquement de Lee Seung-wan, suggérant que les États-Unis devraient immédiatement exhorter la Corée du Sud à libérer les otages japonais, à arrêter de détenir les bateaux de pêche japonais en haute mer et à retourner les Rochers Liancourt « illégalement occupés » au Japon.
Au-delà du symbole politique, les îles représentent aussi désormais un enjeu économique et commercial de taille, source de litiges quant à la délimitation des zones économiques exclusives, déterminante pour la pêche et la prospection sous-marine : douze millions de tonnes de poissons y étaient pêchés en 1985, avant les accords de 1998 et de 2002 entre les deux pays y limitant la pêche.
La Corée du Nord considère quant à elle que les îles appartiennent à la « Nation coréenne » et parle d'une demande « pirate » et « anachronique » du Japon.
En juillet 2008, l'agence gouvernementale chargée aux États-Unis de la nomenclature géographique ayant modifié le statut des rochers Liancourt de « Corée du Sud » à « non spécifié », des protestations émises en Corée du Sud ont conduit le président Bush à demander, une semaine après et peu avant un déplacement en Corée, le retour à la dénomination précédente, tout en réaffirmant la position des États-Unis,. Sous l'administration d'Obama (2009-2017), les États-Unis affichent leur neutralité vis-à-vis de ce litige territorial, considérant qu'il appartient à la Corée du Sud et au Japon de le régler.

### Point de vue sud-coréen

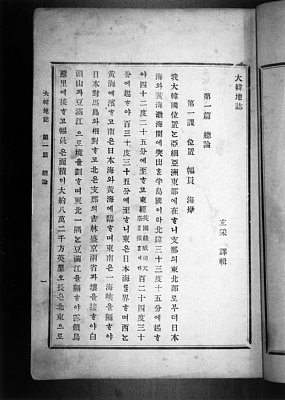
Extrait du Daehanjiji, 1899
----
Territoire de Empire coréen (大韓帝国), de Latitude nord 33°15’（北緯 三十三度十五分） à 42°25'（四十二度二十五分）, de Longitude est 124°30'（東経 百二十四度三十分） à 130°35'（百三十度三十五分).

Ulleungdo apparaît dans les archives coréennes depuis la conquête du Royaume d’Usan par le Royaume de Silla (57 av.J.-C. – 935 ap. J.-C) en 512. L'île d'Ulleung était appelée soit par le nom du pays (Usan-guk) ou par le nom de l'île (Ulleung-do).

« Roi Jijeung (de Silla) / La treizième année (l'an 512), en juin de l'été, le pays d'Usan (Usan-guk) est devenu tributaire. Ils nous rendent hommage avec leurs produits locaux. Usan-guk situe sur une île à l'est de la province de Myeongju (Gangwon actuel), autrement appelé l'île d'Ulleung (Ulleundo). »

La Corée du Sud ne fait pas mention aux Annales de la dynastie Joseon (朝鮮王朝実録) - 5 février 17e année de l'ère Taejong (1417) -. Cet enregistrement officiel appelle bien "Usando" en décrivant "Ullengdo". Il parle d'un inspecteur, qui revenait de l'île d'Usan (Usando) en ramenant du bambou et 86 habitants de l'île. Le Japon signale que les bambous ne se produisent pas aux Rochers Liancourt et que 86 personnes ne peuvent pas y habiter, que par conséquent, ce document prouve que Usando ne désigne pas les Rochers Liancourt.

« L'inspecteur Kim Inu retourne de l'île Usan (Usando), et offrait du bambou indigène, du cuir de buffle, du sachage brut, du coton, du boit et d'autres choses, ramené trois habitants. Il y a quinze foyers sur l'île, et il y a quatre-vingt-six hommes et femmes. »

Ulleungdo apparaît dans les archives coréennes depuis la conquête du Royaume d’Usan par le Royaume de Silla (57 av.J.-C. – 935 ap. J.-C) en 512. L'île d'Ulleung était appelée soit par le nom du pays (Usan-guk) ou par le nom de l'île (Ulleung-do).

« Roi Jijeung (de Silla) / La treizième année (l'an 512), en juin de l'été, le pays d'Usan (Usan-guk) est devenu tributaire. Ils nous rendent hommage avec leurs produits locaux. Usan-guk situe sur une île à l'est de la province de Myeongju (Gangwon actuel), autrement appelé l'île d'Ulleung (Ulleundo). »

Trois jours après, les conseils du roi discutaient le sort des habitants de l'île d'Ulleung ; au lieu de leur donner les outils agricoles, en y installant un commandant pour récolter régulièrement les impôts, la décision a été prise de les ramener sur le continent car le commandant serait haï par les villageois et ne serait pas en sécurité. La politique des îles vacantes (空島政策) pour sécuriser le pays n'y est pas mentionnée.

« Ces gens fuyaient les obligations et vivaient tranquillement. S'il y a un commandant en charge de collecter les contributions, ils le détesteront certainement et ne pourront pas le garder pendant longtemps. Il est préférable d'envoyer Kim In-u comme inspecteur et de ramener les habitants d'Usan et Bureung. »

Sejong sillok jiriji (世宗實錄地理志, « L’Appendice géographique à la Chronique du Roi Sejong », 1432), compilé sous l’ordre du roi au début de la Dynastie de Joseon (1392-1897) indique que l'île d’Osan et l’île de Bureung (Ulleungdo) constituaient le Royaume d’Usan. L'ouvrage précise : « Deux îles, Osan (於山) et Bureung (武陵), sont situées dans la mer de l'Est. Les deux îles ne sont pas loin l'une de l'autre, et le jour calme et ensoleillé, elles sont visibles d'un côté comme de l'autre. Durant la période Silla, elles s'appelaient Usan-guk (pays d'Usan), d'autres l'appelaient Ulleungdo (île Ulleung). » Selon le point de vue coréen, l'île d’Osan (於山) désigne les rochers Liancourt d'aujourd'hui.
Viennent ensuite de nombreux documents officiels dans lesquels figure le mot « Usan », dont, Goryeosa (高麗史, « Histoire de Goryeo », 1451), Sinjeung dongguk yeoji seungnam (新增東國輿地勝覽, « Nouvelle édition de la recherche élargie de la géographie de Corée », 1530).
Ce dernier décrit comme suivant.

« Usando, Ulleungdo. Quelques-uns l'appellent Bureung (武陵), d'autres l'appellent Ureung (羽陵) ; les deux îles se trouvent dans la Mer de l'Est. Trois sommets droits supportent le ciel, celui qui est au sud est bas. Le jour calme et ensoleillé, les cimes des arbres sur les sommets des montagnes, les plages au pied de montagnes sont clairement visibles. Avec le vent convenable, accessible en deux jours. Certains affirment qu’Usan et Ulleung sont à l’origine une seule et même île. Sa superficie est de 100 li.  »

La Corée du Sud prend ce texte comme une autre preuve de sa reconnaissance des rochers Liancourt aux XVe – XVIe siècles, vu la description des deux îles à l'est de la province Uljin, alors qu'il n'y a que la description de l'île Ulleung (les "arbres", "trois sommets"...).
Un chercheur japonais suppose que, au départ, il était entendu que le "pays" Usan (Usan-guk) était sur l'île Ulleung à l'époque de Silla (Usan = Ulleung, Samguk-sagi, 1145), mais qu'avec le temps, Usan a été considéré comme le nom d'une "île", et qu'à la fin il y a eu une conviction que cette "île" était distincte de l'île Ulleung (Appendice géographique à la Chronique du Roi Sejong, 1432). Les deux îles ont même figuré, en 1530, sur la première carte de la Corée, Paldochongdo (八道総図, Carte globale de huit provinces), annexée à Sinjeung dongguk yeoji seungnam (新增東國輿地勝覽, 1530), sauf que sur cette carte "Usando" figure à l'ouest de l'île Ulleung, et non à l'est de celle-ci (Si Usando correspond aux rochers Liancourt comme prétend la Corée, cette "île" devait figurer beaucoup plus petite et bien plus à l'est de l'île Ulleung).
Dongguk munheon bigo (東國文獻備考, « Compilation référentielle des documents sur la Corée », 1770), Man-gi yoram (萬機要覽, « Livre de dix mille techniques de la gouvernance », 1808) et Jeungbo munheon bigo (增補文獻備考, « Édition révisée et enrichie de la compilation référentielle des documents sur la Corée », 1908). L'appellation Usan était ainsi en usage jusqu’au début du XXe siècle. Certains ouvrages, cependant, excluaient l'île du territoire coréen, par exemple le Daehanjiji édité en 1899.

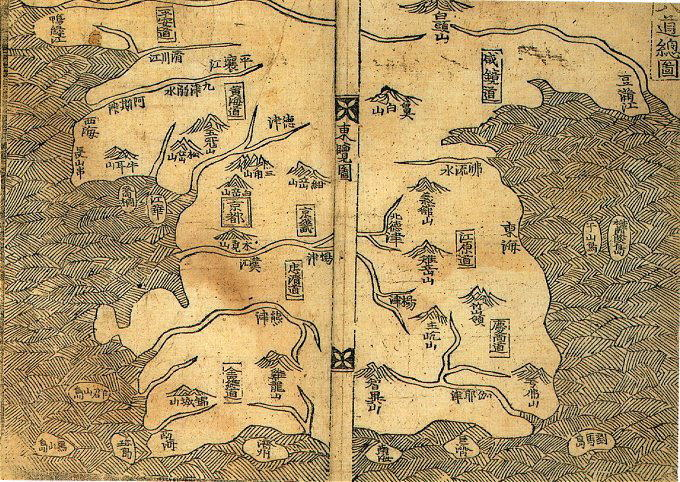
La Corée avec à l'est Usando et Ulleungdo (Paldochongdo 八道総図, Carte globale de huit provinces, annexée à Sinjeung dongguk yeoji seungnam 新增東國輿地勝覽, 1530, Corée).
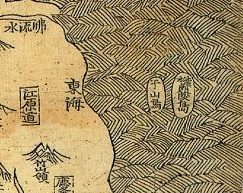
Zoom sur Usando (于山島, à gauche) et Ulleungdo (鬱陵島, à droite).
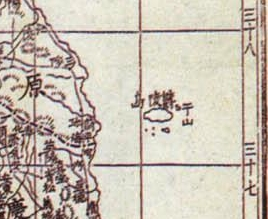
Ulleungdo avec la mention Usan à droite (1899, Corée).
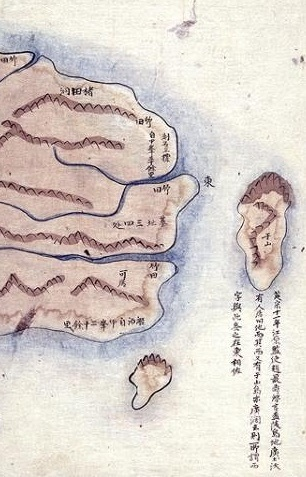
Est de Ulleungdo et Usando (大東輿地図, 1861）
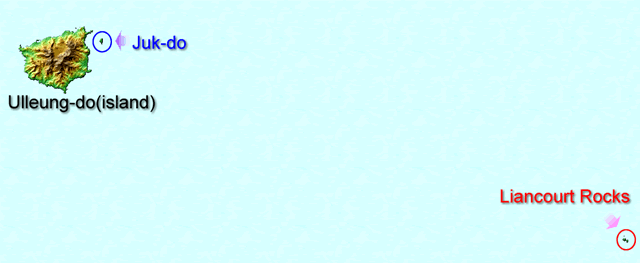
Usan (于山) = Juk-do, petite île située au nord-est d'Ulleundo.

### Point de vue japonais

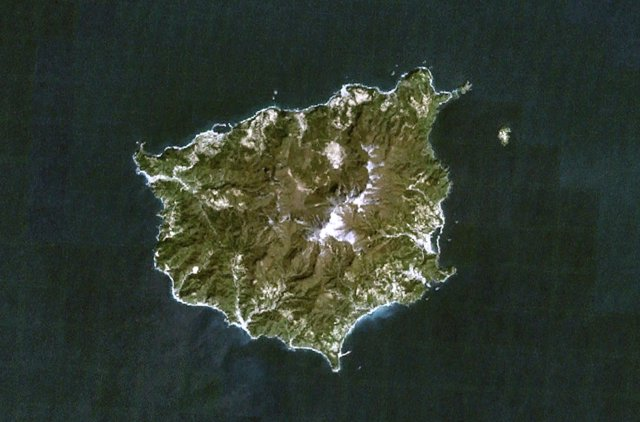
Ulleungdo/Utsuryo, avec Jukdo au nord-est.

Du point de vue japonais, les rochers Liancourt (appelés Matsushima à l'époque Edo) étaient utilisés comme un port d'escale dans la route de navigation vers Ulleungdo (appelée Takeshima) par les pêcheurs japonais. À cause de la politique coréenne de l'île vide sur Ulleungdo pendant trois siècles, les pêcheurs japonais du XVIIe siècle ne pensaient pas qu'Ulleungdo était un territoire coréen.
En 1618, le shogunat a permis à deux marchands originaires de Yonago Jinkichi Ōya et Ichibe Murakawa de traverser Ulleungdo (Takeshima alors) pour pêcher les oreilles de mer, chasser les lions de mer (Zalophus californianus japonicus), et exploiter des bambous et des arbres. En 1635, le shogunat d'Edo appliqua la politique de fermeture du pays (Sakoku), mais le permis de passage octroyé à Ulleungdo (Takeshima) et les rochers Liancourt (Matsushima) perdura, ce qui signifiait que ces îlots étaient considérés comme japonais. En 1692 et 1693, Ichibe Murakawa et Jinkichi Ôya y croisèrent un grand nombre de pêcheurs coréens. Le shogunat qui souhaitait maintenir de bonne relation avec le royaume coréen interdit l'accès japonais à Ulleungdo en janvier 1696 (affaire de Takeshima Ikken). L'accès à Matsushima (Rochers Liancourt) était cependant toujours autorisé.
Les rochers Liancourt et Ulleungdo apparaissent sur nombreuses cartes de l'Époque d'Edo, comme Matsushima Ezu (松嶋絵図), Takeshima-no-zu (竹嶋之図) (1724), Kaisei Nippon yochi rotei zenzu (改正日本輿地路程全図)  par Sekisui Nagakubo (長久保 赤水, 8 décembre 1717 - 31 août 1801) (1779).
En 1905, le gouvernement japonais, après avoir documenté et confirmé que les rochers Liancourt étaient terra nullius, les a incorporés à la préfecture de Shimane, en leur donnant le nom de Takeshima.

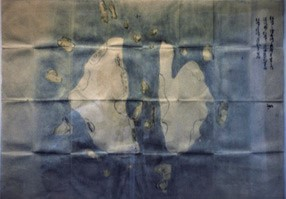
松嶋絵図[37]La plus ancienne carte des rochers Liancourt (1656, Japon)[réf. nécessaire].
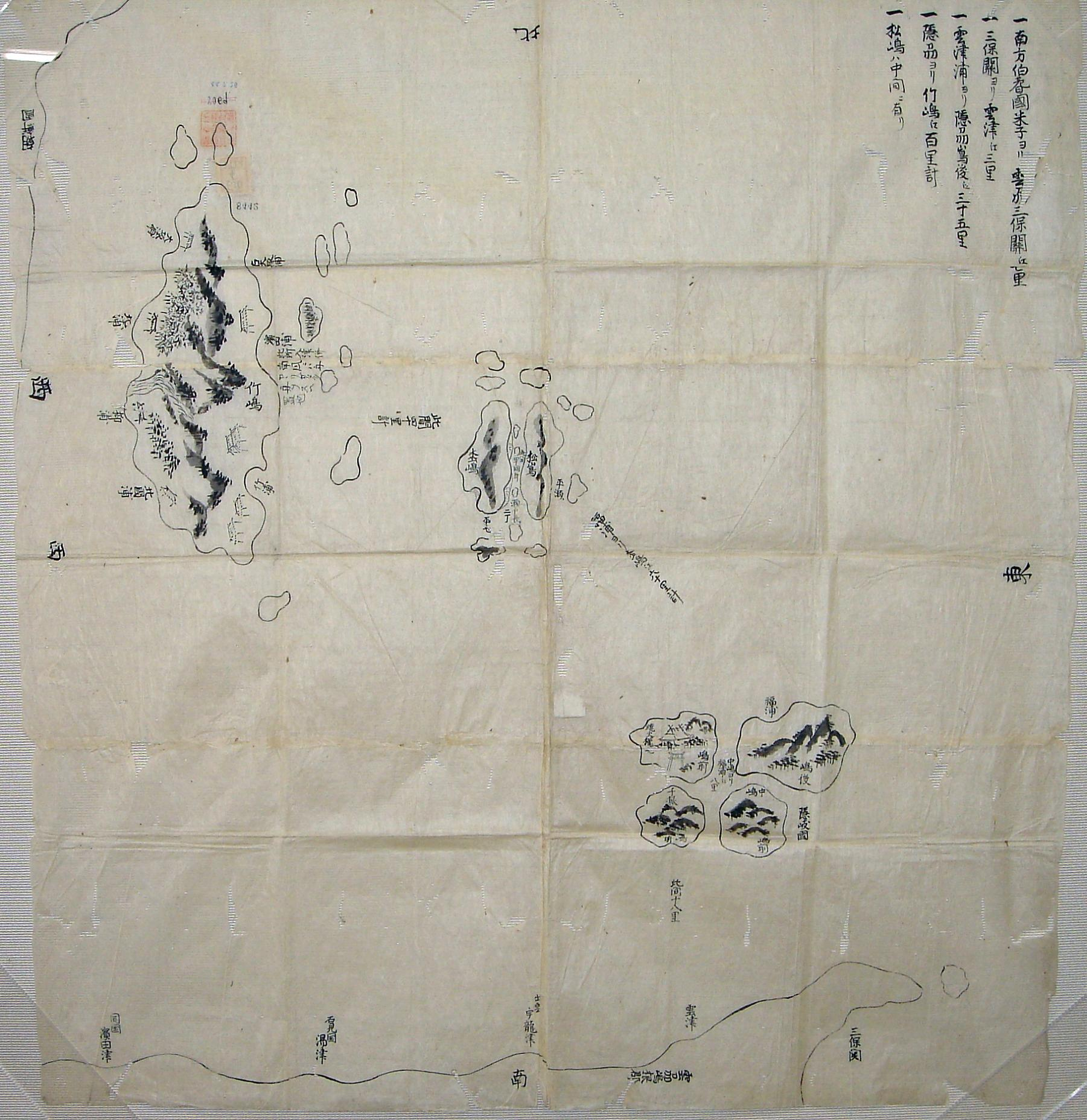
Takeshima-no-zu 竹嶋之図, Ulleungdo (Takeshima (竹嶋?) ) à gauche, les rochers Liancourt (Matsushima (松嶋?) )au centre et îles Oki en bas à droite (1724, Japon).
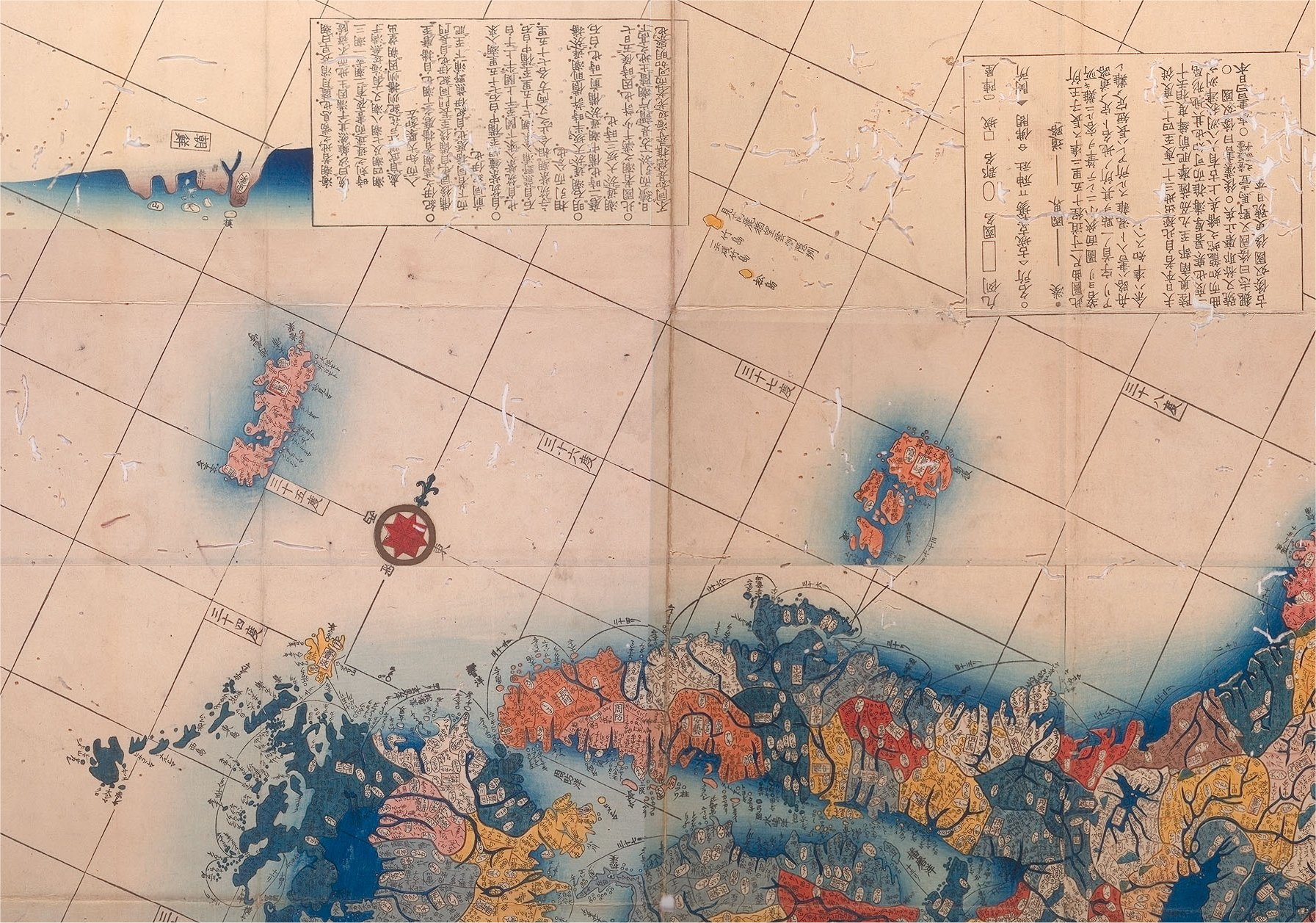
Carte de la mer du Japon avec latitudes et longitudes, sur laquelle sont représentées en jaune Takeshima et Matsushima (1779, Japon).
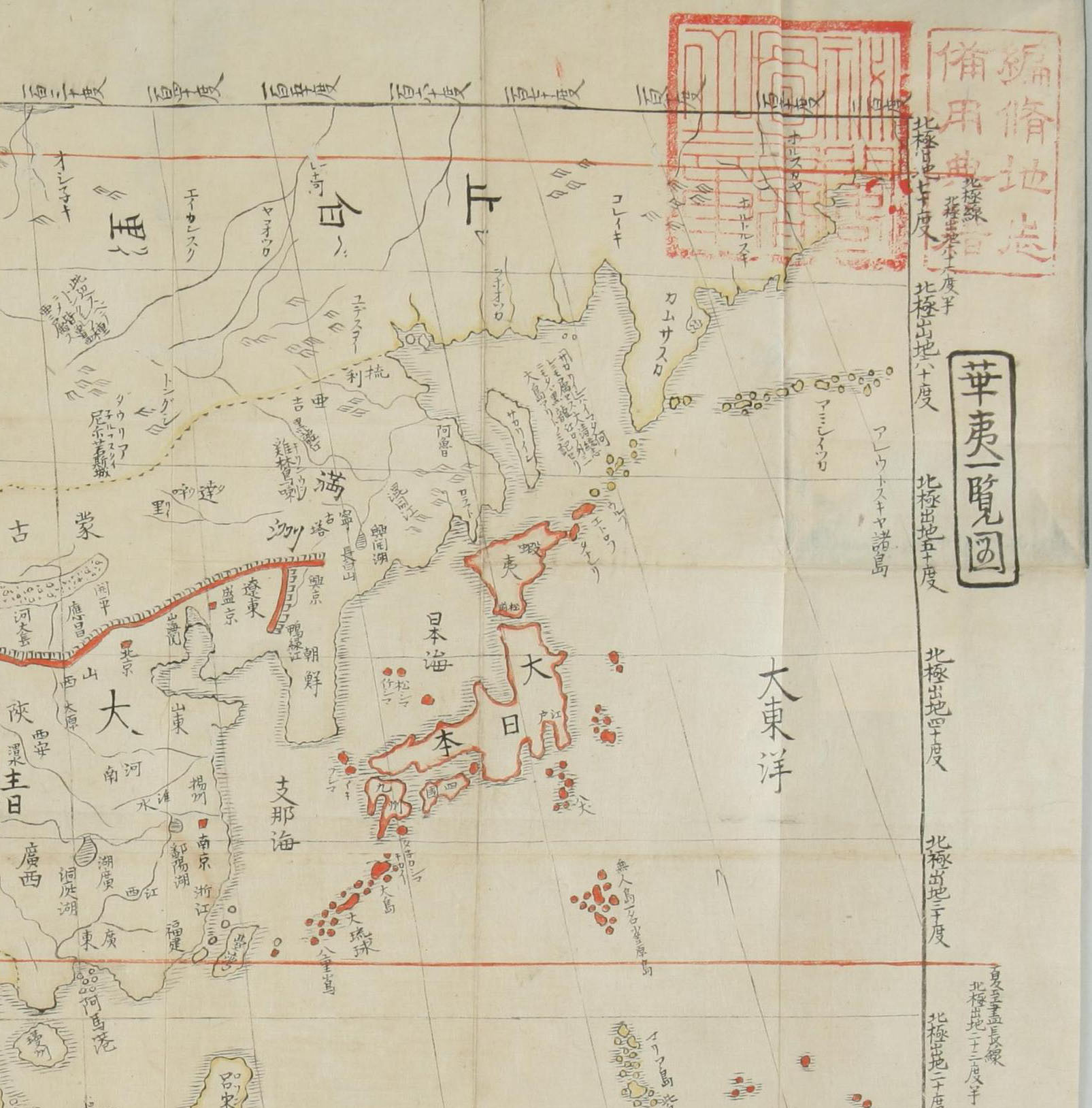
Carte d'Asie de l'Est, dans laquelle Takeshima (竹シマ?) et Matsushima (松シマ?) sont indiquées faire partie du Japon (1790, Japon).
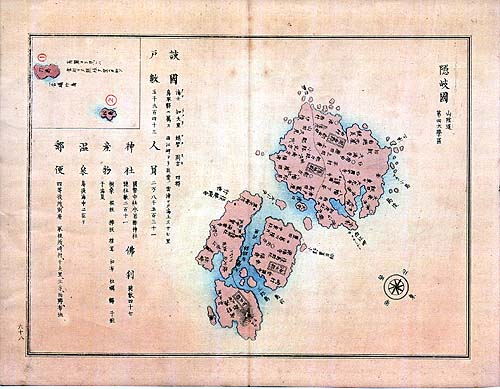
Carte des îles Oki, avec Takeshima et Matsushima représentées dans un encart en haut à gauche (1875, Japon).

## Réserve naturelle

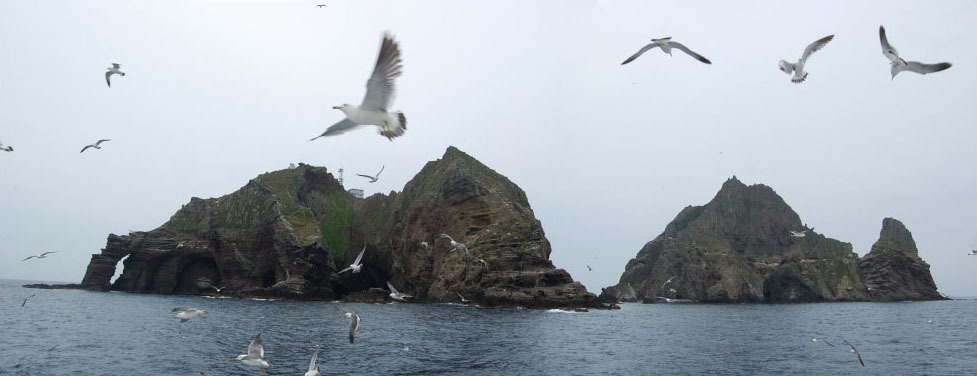
Vue panoramique des deux îles principales des rochers Liancourt.

Quasiment inhabités, à l'exception de deux résidents permanents et de la petite garnison d'une quarantaine de policiers, fonctionnaires du Ministère Coréen de la Pêche et gardiens de phare, les rochers du Liancourt constituent une importante réserve naturelle, notamment pour les oiseaux migrateurs.
Vingt-deux espèces d'oiseaux peuplent l'archipel, protégé en tant que « monument naturel » par la législation sud-coréenne depuis 1982.
On y trouve aussi des haeguks.[réf. nécessaire]
Les Rochers Liancourt étaient l'une des principales zones de reproduction de l'otarie du Japon (Zalophus californianus japonicus) . Elle était chassée en grand nombre entre 1904 et 1941 et en 1950, seulement 50 à 60 otaries ont été observés aux rochers Liancourt. Depuis 1954 la garde côtière de la Corée du Sud y stationne. En 1974 et 1975, des otaries du Japon auraient été vues mais cela n’a jamais été validé, il aurait pu s’agir en réalité d’otaries de Californie (Zalophus californianus). La plupart des institutions scientifiques considèrent l'espèce comme éteinte.